# Cholestérol, le grand bluff
 (février 2022).
La mise en forme du texte ne suit pas les recommandations de Wikipédia : il faut le « wikifier ».
Les points d'amélioration suivants sont les cas les plus fréquents. Le détail des points à revoir est peut-être précisé sur la page de discussion.
- Les titres sont pré-formatés par le logiciel. Ils ne sont ni en capitales, ni en gras.
- Le texte ne doit pas être écrit en capitales (les noms de famille non plus), ni en gras, ni en italique, ni en « petit »…
- Le gras n'est utilisé que pour surligner le titre de l'article dans l'introduction, une seule fois.
- L'italique est rarement utilisé : mots en langue étrangère, titres d'œuvres, noms de bateaux, etc.
- Les citations ne sont pas en italique mais en corps de texte normal. Elles sont entourées par des guillemets français : « et ».
- Les listes à puces sont à éviter, des paragraphes rédigés étant largement préférés. Les tableaux sont à réserver à la présentation de données structurées (résultats, etc.).
- Les appels de note de bas de page (petits chiffres en exposant, introduits par l'outil «  Source ») sont à placer entre la fin de phrase et le point final[comme ça].
- Les liens internes (vers d'autres articles de Wikipédia) sont à choisir avec parcimonie. Créez des liens vers des articles approfondissant le sujet. Les termes génériques sans rapport avec le sujet sont à éviter, ainsi que les répétitions de liens vers un même terme.
- Les liens externes sont à placer uniquement dans une section « Liens externes », à la fin de l'article. Ces liens sont à choisir avec parcimonie suivant les règles définies. Si un lien sert de source à l'article, son insertion dans le texte est à faire par les notes de bas de page.
- La présentation des références doit suivre les conventions bibliographiques. Il est recommandé d'utiliser les modèles {{Ouvrage}}, {{Chapitre}}, {{Article}}, {{Lien web}} et/ou {{Bibliographie}}. Le mode d'édition visuel peut mettre en forme automatiquement les références.
- Insérer une infobox (cadre d'informations à droite) n'est pas obligatoire pour parachever la mise en page.

Pour une aide détaillée, merci de consulter Aide:Wikification.
Si vous pensez que ces points ont été résolus, vous pouvez retirer ce bandeau et améliorer la mise en forme d'un autre article.
Pour plus de détails, voir Fiche technique et Distribution.
Cholestérol, le grand bluff (en allemand : Cholesterin, der große Bluff) est un film documentaire réalisé en 2016 par la réalisatrice et journaliste française Anne Georget et diffusé pour la première fois en télévision le mardi 18 octobre 2016 sur la chaîne Arte.

## Contenu
Produit par Quark Productions et Arte, ce documentaire de 83 minutes vu par 1,4 million de téléspectateurs cherche à montrer comment le cholestérol a été érigé en coupable idéal des maladies cardio-vasculaires par une série d'approximations scientifiques et par les intérêts économiques conjugués de l'industrie agroalimentaire et des laboratoires pharmaceutiques.

## Critiques
La Société française de cardiologie, la Société belge d'athérosclérose, l'Association belge des patients souffrant d'hypercholestérolémie familiale et la Ligue cardiologique belge,, se sont indignées officiellement de ce « reportage tout à fait déséquilibré » qui « relèverait de la théorie du complot » en remettant en cause des observations scientifiques parmi les mieux démontrées en médecine préventive (l'effet protecteur des statines sur la santé cardiovasculaire et sa sécurité sur tous les autres systèmes).
L'Académie nationale de médecine rappelle quant à elle que ce documentaire ne doit pas faire croire au gens que le cholestérol est sans danger. Les sociétés scientifiques et des associations de patients critique le manque de scientificité du documentaire.

## Presse
Le documentaire est accueilli de façon mitigée par le magazine Notre Temps qui tente de le décrypter  de la même façon que La Croix.
De leur côté, Radio France salue l'enquête menée par le documentaire de même que Le Nouvel Obs , Télérama et Libération.

## Distinction

### Prix
En 2017, le documentaire reçoit le « Prix du public » lors du Festival international du film scientifique organisé par l’Association Science & Télévision.